# Таблер, Владимир Оттович
Владимир Оттович Таблер (1957—2010) — русский поэт и бард. С 1972 года жил в Литве, в Каунасе.

## Творчество
Родился в Пермской области, в г. Березники. По профессии инженер-электрик. До 1984 публиковался в советских изданиях, затем долго ничего не публиковал, пока не освоил сеть Интернет в 2000-х. В период с 2002 по 2010 годы стихи Владимира Таблера публиковались в журналах «Новый берег», «Свой круг» (Канада), «Сетевая поэзия», альманахе «Воскресение» и других литературных изданиях.
В свет вышли его книги «Избранные стихотворения» (Вильнюс, 2003), а также посмертные издания: «Когда оглянешься» (Москва, 2011) и «Комнаты счастья» (Рига - С.-Петербург, 2016).
Поэт становился лауреатом литературных конкурсов: «Заблудившийся трамвай» им. Николая Гумилёва и Международного литературного конкурса им. Максимилиана Волошина.
В 2007 году Владимир Таблер стал победителем III республиканского конкурса «Современная русская поэзия Литвы-2007». Жюри конкурса и литовская пресса охарактеризовали его поэтику как «прежде всего тонкость интеллектуального мышления и самое главное — собственный стиль».
Сергей Чупринин внёс имя Владимра Таблера в свой словарь-справочник о наиболее заметных поэтах зарубежья, пишущих на русском языке.
Юрий Кобрин, публикуя подборку стихов Таблера в литовском республиканском еженедельнике «Обзор» и говоря о его таланте, ещё при жизни поэта писал, «что, когда читаешь его опыты, попадаешь в зависимость от авторской интонации, мысли, впитываешь воздух его художественной среды и окружения, личного и личностного начала».
По мнению Александра Карпенко, «крупнейший поэт русского зарубежья Владимир Таблер достоин быть упомянутым в лонг-листе фестиваля памяти "Они ушли. Они остались"». Ещё при жизни Таблер подготовил книгу своих стихов, но он даже не надеялся её издать. Эту книгу выпустили друзья Таблера после его смерти. Она вышла в свет в 2011 году под названием «Когда оглянешься…». Послесловие к ней написал Лев Аннинский. В этом послесловии он отзывается о творчестве Таблера:
оставляет он несколько поэтических шедевров для золотого фонда русской лирики. Несколько колючих, ранящих, жалящих шедевров, в которых выточенность и отделка не возвещают душе звёздной гармонии, а заставляют кровоточить.
Благодаря этой книге поэт стал известен широкому читателю, и, как говорит Виталий Асовский, имя Владимира Таблера было для него открытием. Евгений Орлов, называя настоящую поэзию чудом, полагал, что Таблеру известна формула «обыкновенного чуда».
22 мая 2012 года — в годовщину смерти поэта — была учреждена Международная литературная премия имени Владимира Таблера (по состоянию на 2020 год продолжает присуждаться).
В разные годы лауреатами Международной литературной премии имени Владимира Таблера становились поэты: Михаил Дынкин (Ашдод, Израиль, 2013), Александр Габриэль (Бостон, США, 2014), Александр Куликов (Владивосток, Россия, 2015), Тейт Эш (Дубай, ОАЭ, 2016), Ирина Ремизова (Кишинев, Молдова, 2016), Михаэль Шерб (Дортмунд, Германия, 2017), Дмитрий Артис (Домодедово, Россия, 2018), Майя Шварцман (Гент, Бельгия, 2019), Полина Орынянская (Балашиха, Россия, 2020).